# Karl Leisner
Karl Leisner (Rees, 28 de fevereiro de 1915 – Planegg, 12 de agosto de 1945) foi um padre católico romano aprisionado no campo de concentração de Dachau. Ele morreu devido a uma tuberculose logo após ser libertado pelas forças aliadas e foi declarado mártir, sendo beatificado pelo papa João Paulo II em 23 de junho de 1996. 

## Biografia
Leisner nasceu em 28 de fevereiro de 1915, o mais velho de cinco filhos. Quando ele tinha seis anos, a família mudou-se para Kleve, uma cidade no baixo Reno, onde seu pai trabalhava como funcionário público. Ele frequentou a escola e completou seus estudos de ginásio em 1934. Durante sua juventude, ele se tornou um coroinha e, por sugestão do capelão do ensino médio, formou um grupo de jovens católicos, o Grupo Saint Werner. Esses grupos de jovens combinavam oração com atividades ao ar livre, como camping e ciclismo. Leisner acabou por ser um líder natural e se tornou um líder juvenil na década de 1930, durante a era em que os nazistas estavam começando a assumir o controle de todas as organizações juvenis. Para evitar a interferência nazista, Leisner costumava levar seu grupo para acampar na Holanda ou na Bélgica.
Em 1934, quando tinha dezenove anos, Leisner entrou no seminário em Munique e foi nomeado Líder da Juventude Diocesana por Clemens August von Galen, bispo de Münster. Ele passou seis meses no trabalho agrícola obrigatório, durante o qual, apesar da oposição nazista, organizou a missa dominical para seus colegas de trabalho. Sua casa foi invadida pela Gestapo, que apreendeu seus diários e documentos. Esses documentos meticulosamente preservados contam como o jovem espiritual se tornou um líder religioso.
Em 25 de março de 1939, Galen ordenou Leisner como diácono. Logo após sua ordenação, durante um exame médico, o médico disse ao novo diácono que havia contraído tuberculose. Naqueles dias, o único tratamento disponível para a doença era boa comida e ar fresco. Estes foram encontrados em um sanatório em St. Blasien, na Floresta Negra, para onde ele foi enviado e começou a se recuperar. Foi durante sua recuperação que um colega paciente o ouviu criticar Adolf Hitler. A Gestapo o prendeu como prisioneiro político em 9 de novembro de 1939, quando ele tinha 25 anos. Ele foi internado primeiro em Friburgo e depois em Mannheim. Leisner foi inicialmente preso no campo de concentração de Sachsenhausen, mas foi transferido para o campo de concentração de Dachau em 14 de dezembro de 1940, onde se tornou prisioneiro nº 22.356. Por ser diácono, Leisner foi designado para o bloco dos padres.
Os prisioneiros tinham frequentemente de trabalhar lá fora na neve ou na chuva e depois tinham de dormir nas suas roupas molhadas da prisão. O tempo frio, rações pobres e tratamentos severos provaram ser uma combinação perigosa para alguém que já sofria de tuberculose. Tais condições fizeram com que a condição de Leisner se tornasse ativa. Então, durante uma inspeção, dois guardas da Gestapo o espancaram inconsciente e ele passou várias horas no chão de sua cabana. Em março de 1942, ele cuspia sangue e foi forçado a ir à enfermaria, onde sabidamente eram realizadas experiências médicas. Ele foi colocado em uma sala cheia de mais de 100 pacientes com tuberculose. Em Dachau, nunca houve qualquer tentativa de curar uma doença e muito pouco cuidado foi dado aos doentes. Durante as inspeções da enfermaria, qualquer paciente considerado incurável foi executado.
Em 17 de dezembro de 1944, Gaudete Sunday, um companheiro de prisão, o bispo francês Gabriel Piguet, secretamente o ordenou sacerdote. A documentação necessária com a autorização para a ordenação, bem como outros itens necessários, foram contrabandeados para o campo por "Mädi", o "Anjo de Dachau", uma jovem chamada Josefa Mack. (Mack tornou-se irmã da escola de Notre Dame em Munique, chamada irmã Maria Imma). Alguns pastores protestantes presos ajudaram a organizar o evento e um violinista judeu tocou música perto do quartel para criar um desvio.

## Morte
O padre recém-ordenado celebrou apenas uma única missa e ficou tão doente que teve que adiar sua primeira missa por mais de uma semana. Quando Dachau foi libertado em 4 de maio de 1945, Leisner foi levado para um sanatório em Planegg, perto de Munique. Ele morreu alguns meses depois, em 12 de agosto de 1945.
O corpo de Leisner foi levado para Kleve e enterrado em um cemitério local em 20 de agosto de 1945. Seus restos mortais foram exumados e enterrados novamente na cripta da Catedral de Xanten em 1966.

## Beatificação
Em uma visita a Berlim em 1996, o papa João Paulo II reconheceu Leisner como um mártir da fé católica e o beatificou, juntamente com Bernhard Lichtenberg, outro resistente nazista. Seu dia de festa é 12 de agosto. O processo de canonização do Leisner ainda não foi concluído.

## Meios de comunicação
Alguns trabalhos foram publicados em inglês sobre Leisner. Um é A vitória do padre Karl, de Otto Pies, publicado em 1957. Era uma tradução de Stephanus heute; Karl Leisner, Priester und Opfer. Uma adaptação para o drama de rádio foi produzida para "A Hora de São Francisco", com o mesmo título. Um documento de meia hora em fita de vídeo foi lançado pelas Filhas de São Paulo em 1984, também com o mesmo título.

## Leisner e Schoenstatt
Karl Leisner conheceu o movimento de Schoenstatt quando adolescente e pertencia a um grupo de Schoenstatt - que incluía o futuro bispo de Münster, Heinrich Tenhumberg - até seus últimos dias. Ao longo de sua vida, os poucos, porém intensos, momentos de encontro pessoal com Nossa Senhora no Santuário Original em Schoenstatt permaneceram os marcos decisivos para Karl Leisner em seu caminho de chamado. "Cristo, minha paixão" - liderado por esse ideal, ele trabalhou na juventude diocesana e abriu caminho para a decisão de uma vida celibatária como sacerdote.
No campo de concentração de Dachau, ele fundou, juntamente com Josef Fischer, o primeiro grupo de Schoenstatt em Dachau, que teve que encerrar suas reuniões no ano da fome de 1942. A partir de 1943, Karl Leisner pertence ao grupo "Victor in vinculis Mariae" (vencedor nas algemas de Maria) e, portanto, ao círculo de Schoenstaetters em torno do fundador Josef Kentenich . Do ideal e da fraternidade desse grupo, Karl Leisner se fortaleceu para aceitar seu destino, que era afetado pela tuberculose do pulmão, bem como pelas difíceis condições do campo de concentração, pela vontade de Deus e por oferecer sua vida. como um mártir.